# Reinhard Eberl
Reinhard Eberl (* 16. September 1981) ist ein ehemaliger österreichischer Skispringer.

## Werdegang
Eberl bestritt das einzige Weltcup-Springen seiner Karriere in der Saison 1999/2000 in Innsbruck. Durch einen 30. Platz konnte er dabei einen Weltcup-Punkt gewinnen und stand so am Ende der Saison auf Platz 79 der Weltcup-Gesamtwertung. Dadurch, dass dieses eine Springen zur Vierschanzentournee gehörte, lag Eberl gleichzeitig in der Gesamtwertung der Vierschanzentournee 1999/2000 mit einem Punkt auf dem 53. Platz. Nach der Saison beendete Eberl seine Skisprungkarriere.

## Erfolge

### Weltcup-Platzierungen
| Saison  | Platz | Punkte |
| ------- | ----- | ------ |
| 1999/00 | 79.   | 01     |

### Vierschanzentournee-Platzierungen
| Saison  | Platz | Punkte |
| ------- | ----- | ------ |
| 1999/00 | 53.   | 142,0  |